# 大白兔奶糖
大白兎奶糖（ダァーバイトゥーナイタン、White Rabbit Candy）は、冠生園（1918年創業）が1959年から発売している中国のキャンディ。略称は「大白兎」（ダァーバイトゥー）。

## 概要
大白兎奶糖は白いミルク味のソフトキャンディで、包み紙にはマスコットの白うさぎが描かれている。原料は、コーンスターチ、コーンシロップ、サトウキビ、バター、牛乳などとなっている。
大白兎奶糖はかつての商標を「ABCミッキーマウスキャンディ」（ABC米老鼠奶糖）という。製造元は上海のABC糖果廠で、オーナーであった馮伯鏞はイギリスのミルクキャンディを参考にして製品化を考え、劉義清が製法を開発し液体グルコース、白糖、乳粉、凝縮乳、その他の原材料を使用して1943年から手作業で製造された。馮は当時、上海の子供たちの間でミッキーマウスの漫画が非常に人気があることを知り、赤いワックスペーパーにミッキーマウスを描いたパッケージをデザインして「ABCミッキーマウスキャンディ」と名付けた。
ABC糖果廠は1956年に国有化され、「愛民糖果廠」に改称された。著作権侵害を回避するため、上海美術設計公司に新しく白うさぎのパッケージをデザインさせ、商標を「大白兎奶糖」に変えて再発売した。
1950年代後半、蔣茂有は従来の製法を調整し、粉ミルク、クリーム、凝縮乳の比率を変更。味を濃くして、より大衆受けする商品を目指した。このレシピは現在に至るまでほとんど変更されていない。1976年の国有企業の再編過程で、愛民糖果廠は同じく上海に本拠を置く冠生園に統合され、現在の企業名となる。